# 锡金对囊蕨
锡金对囊蕨（学名：Deparia sikkimensis）也称锡金蛾眉蕨，为蹄盖蕨科对囊蕨属下的一个植物种。